# Integrovaný dopravní systém Napajedla

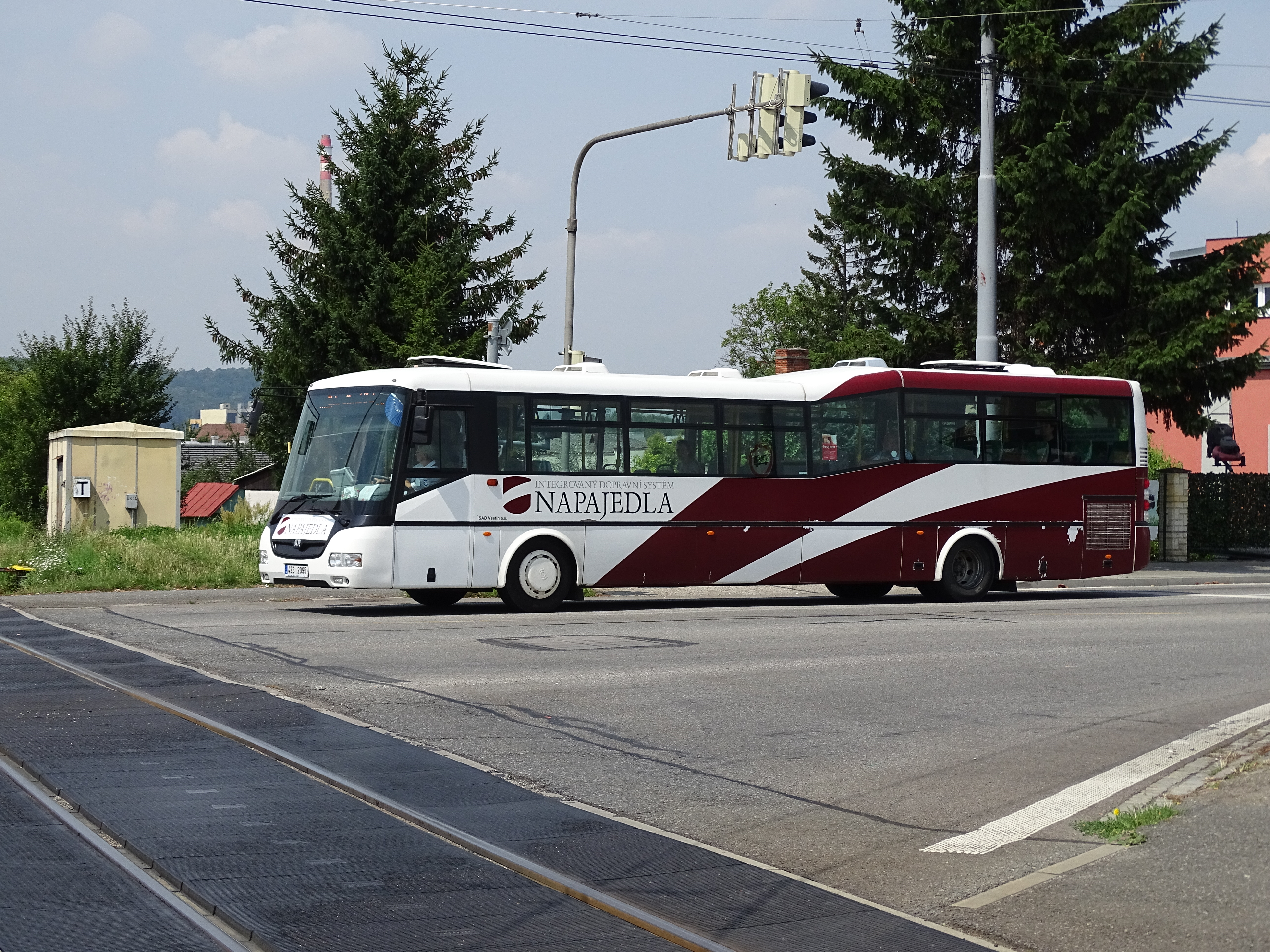
Autobus ČSAD Vsetín a.s. v barvách IDS Napajedla

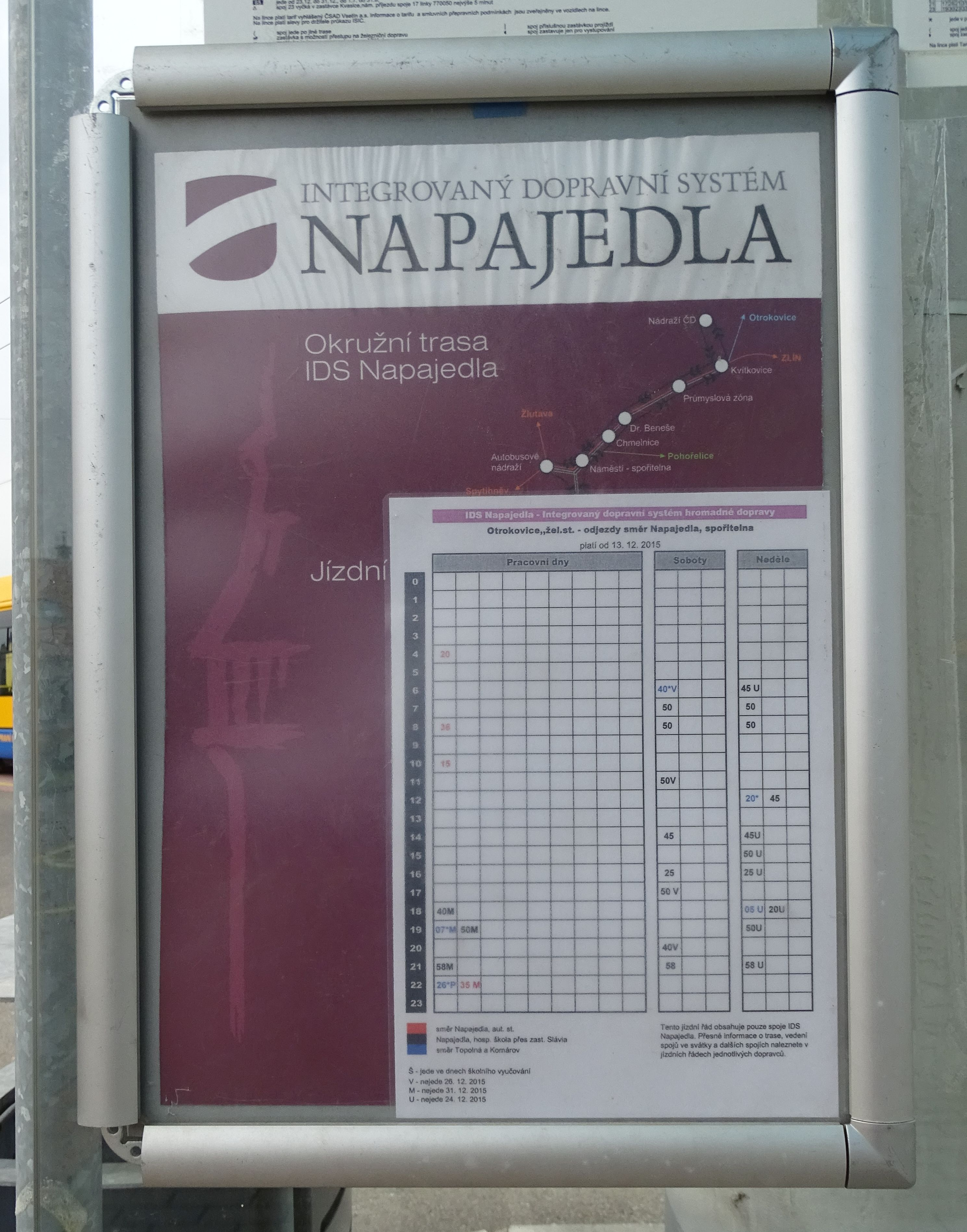
Jízdní řád IDS Napajedla v roce 2016

Integrovaný dopravní systém Napajedla (IDS Napajedla) byl systém, v jehož rámci byla od roku 2007 doprava mezi Napajedly a nádražím Otrokovice zajišťována intervalově v součinnosti tří autobusových dopravců, u nichž byly uznávány stejné čipové karty, k čemuž bylo zřízeno zápočtové centrum.

## Historie a popis
Takzvaný integrovaný dopravní systém byl zaveden v červnu 2007 a zapojeni do něj byli tři dopravci: ČSAD Uherské Hradiště a.s., ČSAD Vsetín a.s. a Housacar. Kromě uznávání společných čipových karet bylo s tímto IDS spojováno i zavedení jednotného intervalu 45 minut ve všední dny a 90 minut mimo všední dny, čímž bylo vyřešeno nedostatečné dopravní spojení zejména ve večerních hodinách a o víkendech. Systém byl realizován zmíněnými třemi dopravci za přispění Koordinátora veřejné dopravy Zlínského kraje, na autobusovou dopravu přispívalo poměrnou částkou město Napajedla. Se zavedením IDS bylo spojováno i postupné nasazení nízkopodlažních vozů a zavedení zastavování dotčených linek ve všech nácestných zastávkách po městě a nově i obsloužení místní části Pahrbek.
Vedení města Napajedla v roce 2008 mělo v plánu jednat o propojení s Dopravní společností Zlín-Otrokovice, tedy městskou hromadnou dopravou souměstí Zlín a Otrokovice. Prvním krokem mělo být zavedení měsíční jízdenky, další fází napojení. Starostka Otrokovic se k záměru stavěla vstřícně. Předseda rady jednatelů DSZO, zlínský radní Zdeněk Blažek, uvedl, že Napajedlům nabídku připojení do dopravního systému v minulosti podal, ale Napajedla neakceptovala částku v řádech několika milionů, kterou by musela ročně přispět, kdyby byla součástí systému.
V roce 2021 byla celá oblast zahrnuta do celokrajského systému Integrovaná doprava Zlínského kraje. 